# حروف الاستفهام
حروف الاستفهام أداتان من أدوات الاستفهام، والذي أساسهُ طلب الفهم، والفهم يجب أن يتعلق بشخص أو شيء، أو صورة ذهنية وغيرها. وهُما عبارة عن حرفان: (هل والهمزة) وكلاهُما لا محل لهما من الإعراب.
عند الإجابة عن هل والهمزة دائِمًا تكون الإجابَة «نعم» «بلى» «أجل» للتوكيد و«لا» «كلا» للرفض أو النفي.

## استعمال
تتشابه الهمزة مع هل عندما يكون الاستفهام تصديقيا مثبتا. كما في قولك:
-هل ترى السعادة في الاجتهاد؟
-أترى السعادة في الاجتهاد؟
إذ يمكن استبدال الهمزة ب(هل) وبالعكس.
وتختلف الهمزة عن هل في مسائل منها:
1-تأتي الهمزة في الاستفهام التصديقي والتصوري في حين أن هل للتصديق فقط.
2-تأتي الهمزة في الاستفهام المثبت والاستفهام المنفي في حين لا تأتي هل في الاستفهام المنفي.
3-يمكن حذف الهمزة من الكلام تخفيفاً وتفهم من سياق الكلام أو لوجود أم المعادلة: مثل:
إلى أربيل سافرت أم إلى الموصل
أما هل فلا يجوز حذفها.
4-الهمزة لها الصدارة على أحرف العطف (الواو، الفاء، ثم)
5-تدخل الهمزة على إن الشرطية وكذلك إذا الشرطية.
6- تدخل الهمزة على الحروف المشبهة بالفعل.